# Sport/Voetbalmagazine
Sport/Voetbalmagazine was een Vlaams sporttijdschrift dat werd uitgegeven door de Roularta Media Group. Het tijdschrift verscheen in Wallonië onder de naam Sport/Footmagazine. Het tijdschrift ontstond in 2001 toen Roularta zijn twee aparte tijdschriften Voetbal Magazine en Sport Magazine samenbracht. Naast sport- en voetbalnieuws trachtte het tijdschrift verder te gaan, met uitgebreide interviews, enquêtes en een blik achter de schermen.
Het tijdschrift was een vaste waarde geworden en had een stevige marktpositie ingenomen, dankzij media-ondersteuning, promoties en acties. Op het eind van het voetbalseizoen konden lezers sparen voor een voetbaloverzicht op video en DVD, dat in samenwerking met VTM en RTBF, of later met Belgacom TV, werd gerealiseerd. Het magazine kreeg verder door sponsoring van de Nationale Voetbalbond, het BOIC en de organisatie van Profvoetballer van het Jaar een belangrijke plaats in de Belgische sportjournalistiek.
Op 15 februari 2023 verscheen de laatste editie op papier van het tijdschrift, de werking wordt tevens toegevoegd aan twee andere uitgaven van Roularta Media.